# Villa des Gobelins
Ne doit pas être confondu avec Avenue des Gobelins ou Rue des Gobelins.
La villa des Gobelins est une voie située dans le quartier Croulebarbe du 13e arrondissement de Paris en France.

## Situation et accès

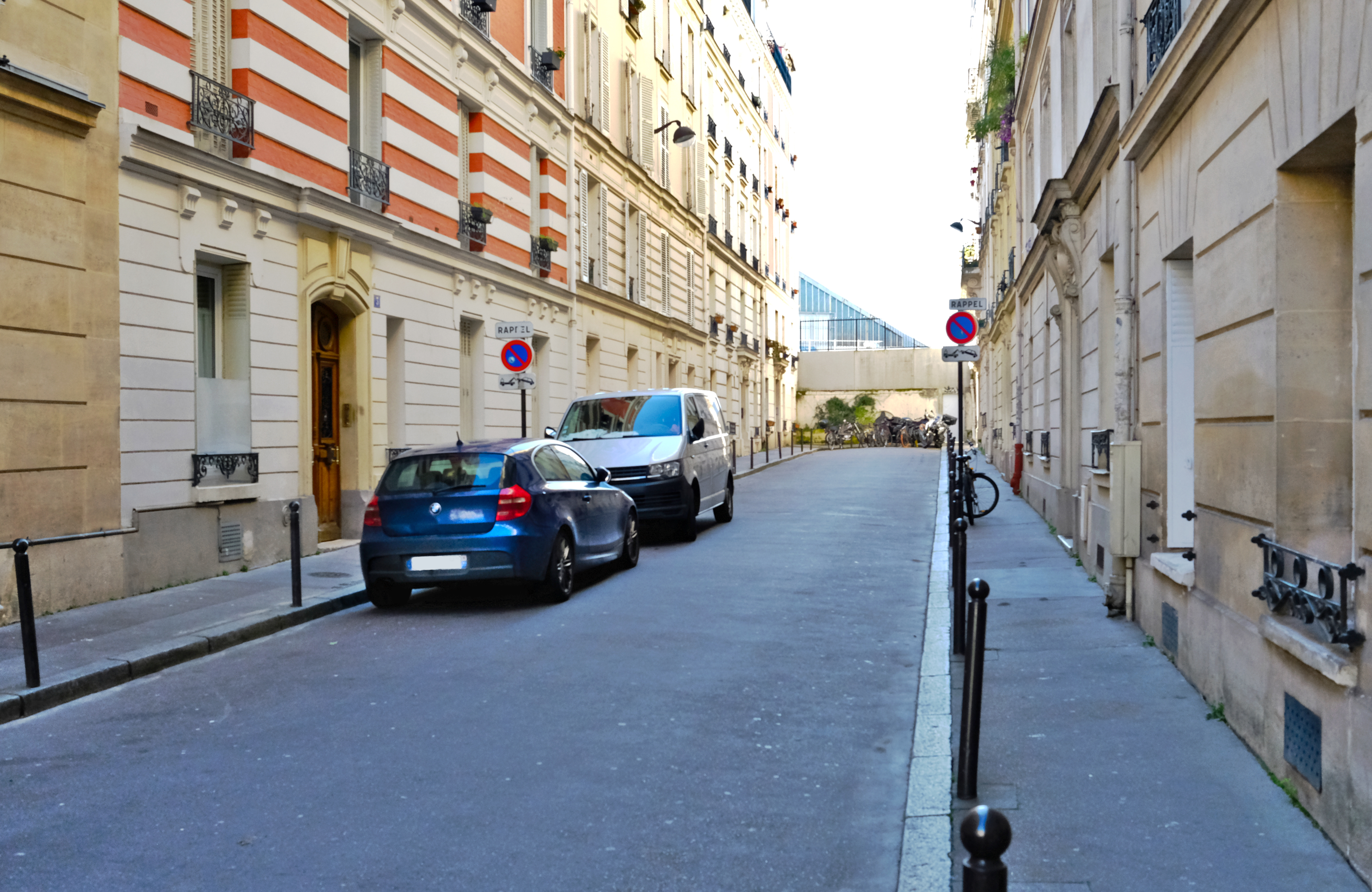
Villa des Gobelins en 2024.

## Origine du nom
La voie tient son nom actuel du voisinage de la manufacture des Gobelins qui identifie de nombreuses voies situées dans ce secteur.

## Historique
Cette voie ouverte au début du XXe siècle est classée et nivelée le 6 juillet 1966.

## Bâtiments remarquables et lieux de mémoire

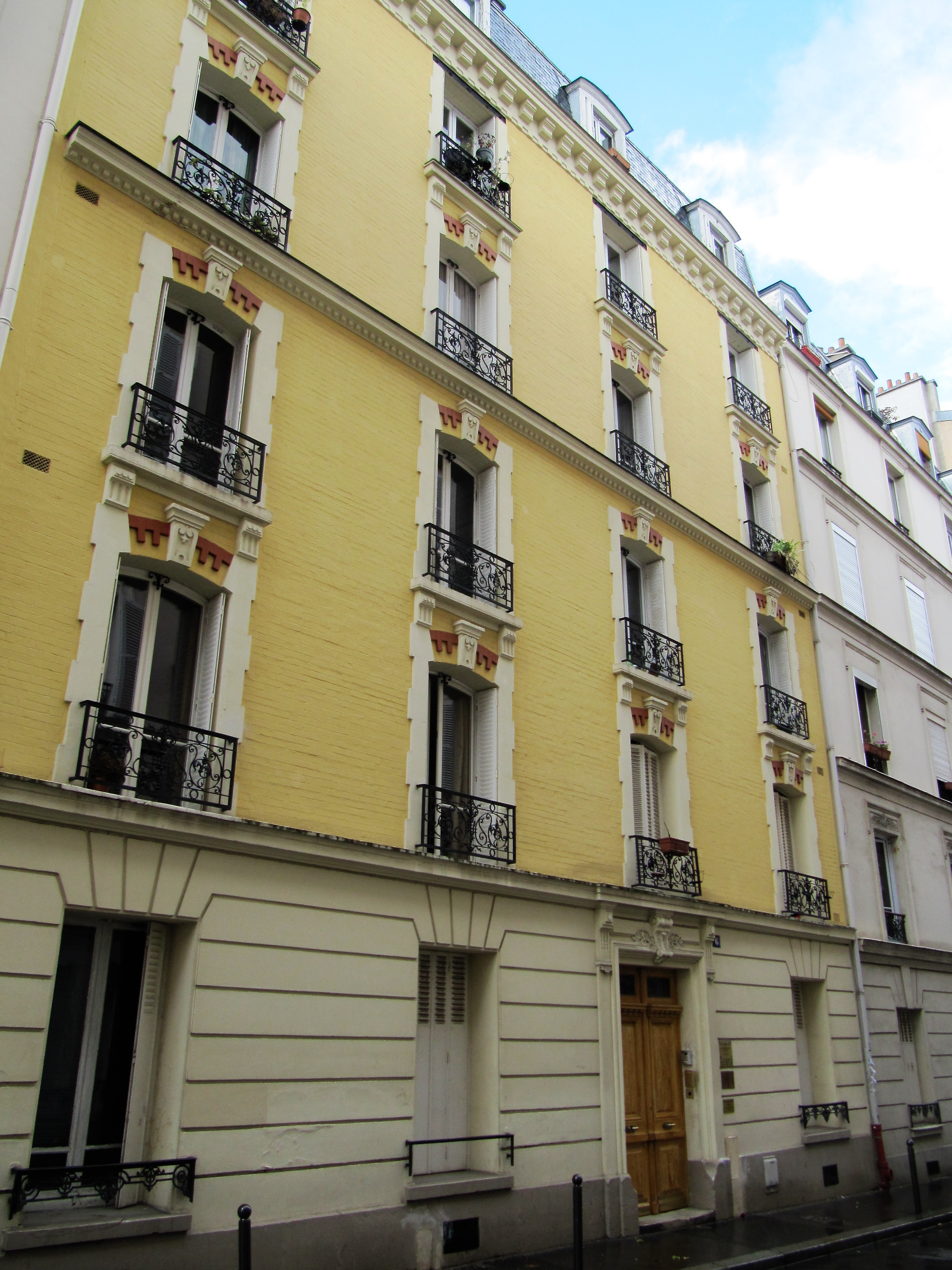
No 6.

- Au no 6, Nguyên Aï Quoc, plus connu sous son nom d'Hô Chi Minh, tenait des réunions politiques animées dans les années 1920  du « groupe des patriotes vietnamiens » chez un avocat dénommé Phan Văn Trường (vi) qui habitait l'immeuble[2],[3].